# Adriano Morselli
 (décembre 2020).
Si vous disposez d'ouvrages ou d'articles de référence ou si vous connaissez des sites web de qualité traitant du thème abordé ici, merci de compléter l'article en donnant les références utiles à sa vérifiabilité et en les liant à la section « Notes et références ».
Adriano Morselli est un librettiste vénitien d'œuvres lyriques, actif entre 1679 et 1691. Ses livrets ont été mis en musique par de nombreux compositeurs tels que Antonio Vivaldi, Alessandro Scarlatti, Giacomo Antonio Perti, Bernardo Sabadini, Carlo Francesco Pollarolo ou Domenico Gabrielli. 

## Biographie
Adriano Morselli est l'auteur de 16 drama per musica tous créés à Venise entre1679 et 1692.Il a notamment écrit L'incoronazione di Dario mis en musique par Domenico Freschi en 1684, puis par Giacomo Antonio Perti en 1686. Giuseppe Antonio Vincenzo Aldrovandini en composera également une version musicale en 1707 puis Antonio Vivaldi en 1717 avec une représentation à Venise. Son Tullio Ostilio a été mis en musique par Marc'Antonio Ziani en 1685 puis repris à Rome par Giovanni Bononcini en 1694. Et c'est en collaboration avec Pierre Corneille qu'il écrit La pace fra Tolomeo e Seleuco pour le compositeur Carlo Francesco Pollarolo en 1691. Adriano Morselli puise son inspiration dans l'histoire de l'Antiquité, se rattachant au courant dramatique français alors illustré par Pierre Corneille.

## Publications
Parmi les livrets qu'il a écrits,
- 1679: Candaule re di Lidia (réédité en 1680); musique de Pietro Andrea Ziani, puis en 1706 musique de Domenico Natale Sarro
- 1682: Temistocle in bando, musique d' Antonio Giannettini
- 1683: Falaride, tiranno d'Agrigento, music by Giovanni Battista Bassani
- 1683: Apio Claudio; performed in 1693 with music by Giovanni Marco Martini
- 1683: L'innocenza risorta, ovvero L'etio (reprinted 1686, 1693); performed with music by Pietro Andrea Ziani
- 1684: L'incoronazione di Dario: 1684, musique de Domenico Freschi, 1686, musique de Giacomo Antonio Perti, 1705, musique de Giuseppe Antonio Vincenzo Aldrovandini, et 1717, musique d' Antonio Vivaldi
- 1685: Tullo Ostilio (réédité en 1694 et 1702: réédité en 1695 sous le titre d'Alba soggiogata da Romani; reprinted in Vienna in 1740 as I tre difensori della patria); music by Marc'Antonio Ziani in 1685, by Giovanni Bononcini in 1694, by Giuseppe Vignola in 1707, and by Giovanni Battista Pescetti in 1729
- 1686: La Teodora Augusta musique d' Alessandro Scarlatti.
- 1686: Il Mauritio (reprinted 1687, 1692; reprinted 1694 as Tiberio in Bisanzio): music by Domenico Gabrielli (1686) and Francesco Maria Mannucci (1707)
- 1688: Il Gordiano (réédité en 1700): musique de Domenico Gabrielli
- 1688: Carlo il grande, musique de Domenico Gabrielli
- 1690: Il Pirro e Demetrio, musique de Giuseppe Felice Tosi puis réédition par Alessandro Scarlatti en 1694[5]
- 1690: L'incoronazione di Serse, musique de Giuseppe Felice Tosi
- 1691: La pace fra Seleuco e Tolomeo, musique de Bernardo Sabadini avec textes ajoutés de Aurelio Aureli; puis en 1691 mise en musique par Carlo Francesco Pollarolo et textes ajoutés par Pierre Corneille; en 1720 musique de Francesco Gasparini, textes ajoutés de Andrea Trabucco
- 1692: L'Ibraim sultano, musique de Carlo Francesco Pollarolo, textes ajoutés par Jean Racine.